# Бузаш (Салаж)
Бузаш (рум. Buzaș) насеље је у Румунији у округу Салаж у општини Рус. Oпштина се налази на надморској висини од 211 m.

## Становништво
Према подацима из 2002. године у насељу је живело 172 становника, од којих су сви румунске националности.